# Mlynářka (Rybník)
Mlynářka (německy Schnaggenmühl) je zaniklá vesnice na území obce Rybník, v k. ú. Závist v okrese Domažlice v Plzeňském kraji. Vesnice stála nad levým břehem Radbuzy asi 700 metrů severně od Závisti, jeden kilometr západně od pramene Radbuzy.

## Historie
Vesnice vznikla patrně po roce 1623 a nedlouho poté byl založen i místní mlýn. První písemná zmínka o vesnici pochází z roku 1696, kdy zde byl mlynářem Jan Spürk. Roku 1772 je uváděn i druhý mlýn. Na mapě josefského mapování z let 1764–1768 je ve vesnici zakreslena rozvinutá zástavba. Na mapě stabilního katastru z roku 1838 je vesnice zobrazena jako shluk nepravidelně rozmístěných staveb. Původně zde probíhala cesta ze Závisti přímo do Mlynářky. Z vesnice se nedochovalo prakticky nic. Osídlení připomíná křížek s letopočtem 1865. Za ním lze najít stopy několika staveb. Ve vesnici stávala kaplička, jejíž pozůstatky se však podařilo najít až v roce 2016 a později zde Lesy ČR umístily informační tabuli.

## Obyvatelstvo
Sommerova topografie z roku 1839 popisuje ve vsi jeden mlýn a 6 domů s 45 obyvateli.
Při sčítání lidu v roce 1921 zde žilo 43 obyvatel, všichni německé národnosti. Všichni obyvatelé se hlásili k římskokatolické církvi.
| Rok            | 1869 | 1880 | 1890 | 1900 | 1910 | 1921 | 1930 | 1950 | 1961 | 1970 | 1980 | 1991 | 2001 | 2011 |
| -------------- | ---- | ---- | ---- | ---- | ---- | ---- | ---- | ---- | ---- | ---- | ---- | ---- | ---- | ---- |
| Počet obyvatel | 54   | 49   | 53   | 48   | 65   | 43   | 42   | –    | –    | –    | –    | –    | –    | –    |
| Počet domů     | 6    | 7    | 7    | 7    | 7    | 7    | 7    | 6    | –    | –    | –    | –    | –    | –    |